# Stadion Arsenal
Stadion Arsenal je bil Arsenalov domač stadion med 6. septembrom 1913 in 7. majem 2006. Bolj znan je bil kot Highbury, zaradi svoje lokacije, oziroma po klubskem nadimku, »Dom nogometa«.
Zgrajen je bil na rekreacijskem središču bližnje srednje šole v letu 1913 in je dvakrat doživel večjo prenovo. Prva je bila v 1930-ih od kjer izvirata Art Deco vzhodna in zahodna tribuna. Druga je bila proti koncu 1980-ih in v začetku 1990-ih po Taylorjevem poročilu, kjer so odstranili terase na obeh straneh igrišča. Zaradi tega zmanjšanja kapacitete in posledičnega manjšega prihodka od tekem, se je klub kasneje odločil za nov stadion z imenom Emirates stadion, kamor se je preselil v 2006. Trenutno se bivši stadion prenavlja v sklop blokov.
Stadion je tudi gostil mednarodne tekme, tako za angleško reprezentanco, kot tudi za nogometni del poletnih olimpijskih iger leta 1948. Poleg tega so se tam odvijale tudi polfinalne tekme FA pokala ter tekme v boksu, bejzbolu in kriketu. Leta 1932 so bližnjo podzemno postajo preimenovali v Arsenal.